# Barbara Fantechi
Barbara Fantechi (née en 1966) est une mathématicienne et universitaire italienne, spécialiste de géométrie algébrique. Elle est professeure à l'École internationale supérieure d'études avancées (SISSA) en Italie.   

## Biographie

### Formation
Fantechi obtient son laurea à l'université de Pise en 1988. Son conseiller doctoral était Fabrizio Catanese, qui a donné son nom à la surface catanéenne, avec une thèse intitulée « Secanti di varietà proiettive e applicazioni ». 

### Carrière universitaire
Elle est professeure depuis 2002 à l'École internationale supérieure d'études avancées (SISSA) à Trieste en Italie, après avoir enseigné à l'université de Trente (1990-1999) puis à l'université d'Udine (1999-2002). En 2008 elle travaille à l'Institute for Advanced Study.

## Travaux de recherche et d'édition
En 2006 elle est l'auteure avec ses collègues d'un livre donnant une présentation moderne des Fondements de la géométrie algébrique d'Alexander Grothendieck, ouvrage classique et fondateur en géométrie algébrique de l'école Grothendieck.

## Prix et distinctions
En 2018, Fantechi a reçu le prix international « Prof. Luigi Tartufari » de mathématiques, décerné par l'Académie des Lyncéens.
En 2000 elle est conférencière invitée au Congrès européen de mathématiques à Barcelone avec une communication intitulée « Stacks for everybody ».

## Publications
- « Deformation of Hilbert schemes of points on a surface », Compositio Mathematica, vol. 98, 1995, p. 215-217.
- avec Rita Pardini, « On the Hilbert scheme of curves in higher dimensional projective space », Manuscripta Mathematica, vol. 90, 1996, p. 1-15, [lire en ligne].
- avec Kai Behrend, « The intrinsic normal cone », Inventiones Mathematicae, vol. 128, 1997, p. 45–88, [lire en ligne].
- avec Rita Pardini, « Automorphisms and moduli spaces of varieties with ample canonical class via deformations of abelian covers », Comm. in Algebra, vol. 25, 1997, p. 1413-1441, [lire en ligne].
- avec Marco Manetti, « Obstruction calculus for functors of Artin rings », I. J. of Algebra, vol. 202, 1998, p. 541-576.
- avec Marco Manetti, « On the {\displaystyle T^{1}} lifting theorem », J. of Algebraic Geometry, vol. 8, 1999, p. 31-39.
- avec Lothar Göttsche et Duco van Straten, « Euler number of the compactified Jacobian and multiplicity of rational curves », J. Alg. Geom., vol. 8, 1999, p. 115-133, [lire en ligne].
- avec Rahul Pandharipande, « Stable maps and branch divisors », Compositio Mathematica, vol. 130, 2002, p. 345-364. [lire en ligne].
- avec Lothar Göttsche, « Orbifold cohomology for global quotients », Duke Math J., vol. 117,  2003, p. 197-227. Arxiv.
- avec Lothar Göttsche, Luc Illusie, Steven Kleiman, Nitin Nitsure et Angelo Vistoli, « Fundamental Algebraic Geometry: Grothendieck's FGA Explained », AMS 2006.
- avec Lothar Göttsche, « Riemann-Roch theorems and elliptic genus for virtually smooth Schemes », J. Geom. Top., vol. 14, 2010, p. 83-115, [lire en ligne].
- avec Alex Massarenti, « On the rigidity of moduli of curves in arbitrary characteristic », [lire en ligne]].